# Зеленодольское (Приморский край)
Зеленодо́льское — село в Спасском районе Приморского края, входит в Чкаловское сельское поселение. Село было построено «с нуля» конце 1980‑х гг. для рисоводов Ханкайской долины под влиянием лозунга перестройки «поворот к социальному развитию», по проекту должно было соответствовать самым современным стандартам того времени: добротные кирпичные коттеджи, центральный водопровод и канализация, вся необходимая инфраструктура. По свидетельствам очевидцев (2012 г.), в настоящее время село находится в упадке: объекты социальной инфраструктуры разбираются на кирпичи, о центральном водопроводе напоминают лишь ржавые обрезанные трубы.

## География
Село Зеленодольское находится к северу от села Чкаловское, расстояние до административного центра сельского поселения около 12 км.
Автомобильная дорога к селу Зеленодольское идёт через село Чкаловское и через станцию Свиягино, отходит на запад от автотрассы «Уссури» между пос. Кировский и городом Спасск-Дальний.
Расстояние до районного центра Спасск-Дальний (на юг по автотрассе «Уссури») около 52 км.

## Население
| 1985 | 2002 | 2003 | 2010 |
| ---- | ---- | ---- | ---- |
| 550  | ↗732 | ↗740 | ↘593 |

## Экономика
- Сельскохозяйственные предприятия Спасского района.